# Bezirksgericht Neufelden

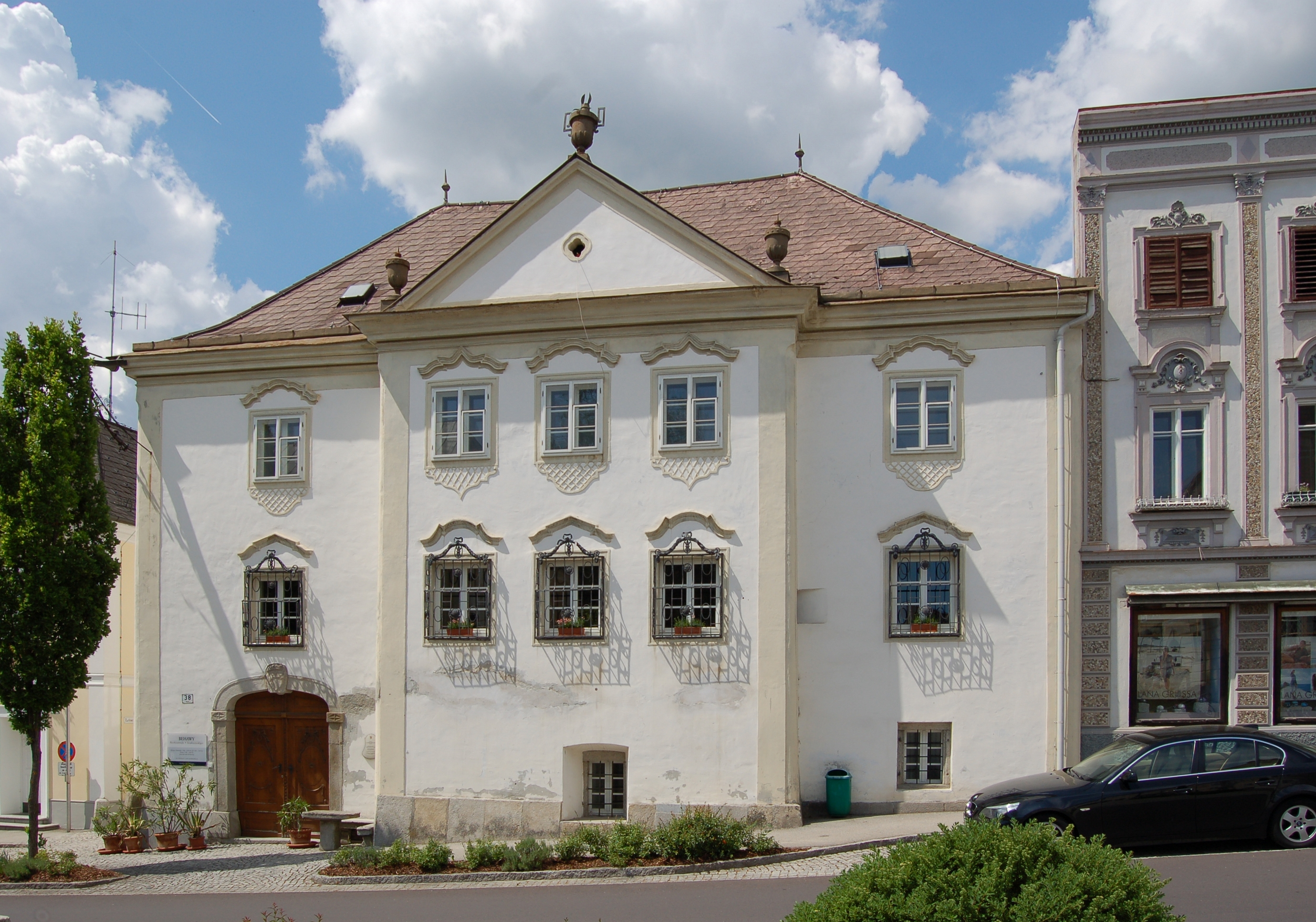
Ehemaliges Gerichtsgebäude

Das Bezirksgericht Neufelden war ein Bezirksgericht in der Gemeinde Neufelden, Bezirk Rohrbach (Oberösterreich). Das für den Gerichtsbezirk Neufelden zuständige Bezirksgericht bestand von 1850 bis 2002. Das Gebäude des ehemaligen Bezirksgerichtes mit der Adresse Markt 38 steht unter Denkmalschutz (Listeneintrag) und ist ein Eckhaus zur Leinengasse.

## Geschichte
Am 10. Mai 1850 wurden die bisherigen landesfürstlichen und Patrimonial-Gerichte durch einen Erlass des k.k. Oberlandesgerichtes Linz zur Übergabe der Justizgeschäfte an die neu bestellten landesfürstlichen Gerichten verpflichtet. Das neu geschaffene Bezirksgericht Lembach wurde mit der Aufnahme seiner Geschäfte per 25. Mai 1850 angewiesen, wobei es für den „Gerichtsbezirk Neufelden“, d. h. für Teile der ehemaligen Landgerichte des nun aufgelösten Marsbach, Haslach, Oberwallsee und Wachsenberg zuständig wurde. Beim Bezirksgericht Neufelden handelte es zur Zeit der Gründung um ein Bezirksgericht II. Klasse. Dies bedeutete, dass für Vergehen als Strafgericht das übergeordnete Bezirks-Kollegial-Gericht Rohrbach zuständig war. Als Appell- und Spruchgericht, Civil-, Kollegial- und Handelsgericht für Neufelden diente wiederum das Landesgericht Linz. Das Bezirksgericht Neufelden war bis zur Auflösung dem Landesgericht Linz unterstellt, wobei das Bezirksgericht per 31. Dezember 2002 seine Tätigkeit ebenso wie zwei weitere Bezirksgerichte des Bezirkes Rohrbach einstellen musste. Für den gesamten Bezirk ist seit dem 1. Jänner 2003 das Bezirksgericht Rohrbach zuständig.

## Bauwerk
Das Gebäude des ehemaligen Bezirksgerichtes ist ein ehemaliges Bürgerhaus, das bereits 1718 urkundlich belegt ist. Das dreigeschoßige, repräsentative Bürgerhaus wurde 1849 für die Verwendung als Bezirksgericht angekauft und bis 1854 umgebaut. Es besitzt einen spätmittelalterlichen Kern sowie Bauteile aus der Zeit der Renaissance mit klassizistischen Veränderungen. Die Außenfassade ist im josephinisch-klassizistischen Stil aus dem Ende des 18. Jahrhunderts gehalten, wobei die Fassade durch ein Mittelrisalit mit vasenbekröntem Dreiecksgiebel akzentuiert wurde. Als weitere Gestaltungselemente weist die Fassade ein korbbogiges Portal mit josephinischer Tür, Fenster mit geschweifter Verdachung sowie schmiedeeiserne Fensterkörbe auf. Zudem befinden sich vor dem Haus ein Granittisch mit Steinbank der als Verkaufstisch diente sowie ein Wasserspeier an der Hauskante. Im Inneren finden sich tonnengewölbte Kellerräume aus dem Spätmittelalter, Erdgeschoßräume mit Kreuzgratgewölben auf toskanischen Säulen aus dem Ende des 16. Jahrhunderts sowie flache Kreuzgrat- oder Kappengewölbe im 1. Obergeschoß.